# Mirko Marjanović (političar)
Mirko Marjanović (Knin, 27. srpnja 1937. – Beograd, 21. veljače 2006.) je bio srbijanski političar, bivši visoki dužnosnik Socijalističke partije Srbije, i bivši premijer Srbije (ožujak 1994. - listopad 2000.).